# Passerelles de l'écluse de Teddington
Les passerelles de l'écluse de Teddington (en anglais, Teddington Lock Footbridges) sont deux passerelles sur la Tamise à Londres, situées juste en amont de l'écluse de Teddington à Teddington. Il y a une petite île entre les ponts. 
Les deux passerelles ont été construites entre 1887 et 1889, financées par des dons de résidents locaux et d'entreprises. Ils ont remplacé un ferry qui a donné son nom à Ferry Road à Teddington. Le pont ouest se compose d'un pont suspendu traversant le ruisseau et reliant l'île à Teddington. Le pont est un pont à poutres en fer traversant l'écluse et reliant l'île à Ham sur la rive du Surrey. 
Ces dernières années, des rampes en bois ont été ajoutées à l'approche du pont du côté Ham et à la partie centrale de la petite île afin que les vélos et les poussettes, etc. puissent éviter les marches de haut en bas de cette section du pont. 
À partir de ce point en aval, le Thames Path s'étend des deux côtés de la rivière et en amont, il ne s'étend que du côté Surrey. 
Les passerelles sont toutes deux classées Grade II. 

## Voir également
- Traversées de la Tamise
- Liste des ponts à Londres
- Écluses et barrages sur la Tamise